# Джэксон (округ, Миссури)
Округ Джэксон (англ. Jackson County) — округ штата Миссури, США. Население округа на 2009 год составляло 705 708 человек. В округе два административных центра: Канзас-Сити и Индепенденс.

## История
Округ Джэксон основан в 1826 году.

## География
Округ занимает площадь 1566,9 км2.

## Демография
Согласно оценке Бюро переписи населения США, в округе Джэксон в 2009 году проживало 705 708 человек. Плотность населения составляла 450.4 человек на квадратный километр.